# Плосківська сільська рада (Кременецький район)
Пло́сківська сільська́ ра́да — адміністративно-територіальна одиниця та орган місцевого самоврядування у Кременецькому районі Тернопільської області. Адміністративний центр — село Плоске.

## Загальні відомості
- Населення ради: 727 осіб (станом на 2001 рік)
- Територія ради: 19,09 км²
  - Під забудовою — 59,37 га
  - Ставків — 0 га
  - Ріллі — 1251,89га
  - Пасовищ — 153,5 га
  - Ліс — 56,0 га
  - Мисливські господарства — 0 га
  - Заказники, заповідники, рекреаційні зони — 0 га

## Географія
Плосківська сільська рада межує з:
- Кременецькою міською радою
- Горинською сільською радою
- Катеринівська сільською радою
- Шпиколосівською сільською радою
- Вілійською сільською радою (Шумський район)

## Населені пункти
Сільській раді підпорядковані населені пункти:
- с. Плоске
- с. Підлісне

## Склад ради
Рада складається з 15 депутатів та голови.
- Голова ради: Томчук Андрій Григорович
- Секретар ради: Гаврилюк Ольга Петрівна

### Керівний склад попередніх скликань
| Прізвище, ім'я, по батькові | Основні відомості                                                             | Дата обрання | Дата звільнення |
| --------------------------- | ----------------------------------------------------------------------------- | ------------ | --------------- |
| Томчук Андрій Григорович    | Сільський голова, 1978 року народження, освіта середня загальна, безпартійний | 26.03.2006   | 31.10.2010      |
| Томчук Андрій Григорович    | Сільський голова, 1978 року народження, освіта середня загальна, безпартійний | 31.10.2010   |                 |

Примітка: таблиця складена за даними сайту Верховної Ради України

### Депутати
За результатами місцевих виборів 2010 року депутатами ради стали:

#### За суб'єктами висування
| Суб'єкт висування | Кількість обраних депутатів | %  |
| ----------------- | --------------------------- | -- |
| Самовисування     | 9                           | 60 |
| Народна партія    | 6                           | 40 |

#### За округами
| № округу       | Прізвище, ім'я, по батькові     | Дата визнання обраним | Освіта  | Партійна приналежність            | Відомості про обраного депутата                                            |
| -------------- | ------------------------------- | --------------------- | ------- | --------------------------------- | -------------------------------------------------------------------------- |
| Народна Партія |                                 |                       |         |                                   |                                                                            |
| 1              | Чава Юрій Іванович              | 03.11.2010            | середня | позапартійний                     | ТОВ «РОССА», водій                                                         |
| 3              | Шевченко Анатолій Олексійович   | 03.11.2010            | середня | позапартійний                     | Плосківська загальноосвітня школа, завгосп                                 |
| 4              | Ясінська Мирослава Михайлівна   | 03.11.2010            | середня | позапартійна                      | ТОВ «Кераміка» с. Шпиколоси, робоча                                        |
| 7              | Романюк Наталія Петрівна        | 03.11.2010            | середня | позапартійна                      | Кафе «Три Валєти», кухар                                                   |
| 10             | Томчук Леонід Іванович          | 03.11.2010            | середня | позапартійний                     | тимчасово не працює                                                        |
| 15             | Романюк Анатолій Андрійович     | 03.11.2010            | середня | позапартійний                     | тимчасово не працює                                                        |
| Самовисування  |                                 |                       |         |                                   |                                                                            |
| 2              | Карп'юк Андрій Миколайович      | 03.11.2010            | середня | член Комуністичної партії України | тимчасово не працює                                                        |
| 5              | Саган Віта Володимирівна        | 03.11.2010            | вища    | позапартійна                      | Плосківська загальноосвітня школа, вчитель історії                         |
| 6              | Гаврилюк Ольга Петрівна         | 03.11.2010            | вища    | позапартійна                      | Плосківська сільська рада, секретар сільської ради                         |
| 8              | Каплун Тетяна Сергіївна         | 03.11.2010            | вища    | позапартійна                      | Плосківська загальноосвітня школа, вчитель                                 |
| 9              | Пляшевський Віталій Віталійович | 03.11.2010            | вища    | позапартійний                     | СДПЧ-5 Кременецького РВ ГУМНС, заступник начальнина по роботі з персоналом |
| 11             | Томчук Володимир Леонідович     | 03.11.2010            | вища    | позапартійний                     | Плосківська сільська рада, головний бухгалтер                              |
| 12             | Шевчук Дмитро Васильович        | 03.11.2010            | середня | позапартійний                     | тимчасово не працює                                                        |
| 13             | Юргеля Михайло Федорович        | 03.11.2010            | середня | позапартійний                     | Плосківська загальноосвітня школа, кочегар                                 |
| 14             | Закринична Катерина Прохорівна  | 03.11.2010            | середня | позапартійна                      | ЗАТ «Молоко», зливщик молока с. Підлісне                                   |